# Christian Tunica
Christian Tunica (Brunswick (Basse-Saxe), 11 octobre 1795 - Gut Deckenhausen près de Hambourg, 2 mars 1868) est un peintre et daguerréotypiste allemand.

## Biographie
Tunica, fils d'un maître cordonnier et marchand de cuir, effectue un apprentissage dans une fabrique de laques avant d'étudier à Dresde et à Berlin, notamment auprès de JC Rössler. Il s'installe à Brunswick comme portraitiste et miniaturiste. Il y est nommé peintre de la cour en 1829 par le duc Charles II. Dans un index autographe d'images, Tunica répertorie 716 peintures.
Avec l'avènement de la photographie, Tunica ouvre le premier studio de daguerréotype à Brunswick.

## Galerie

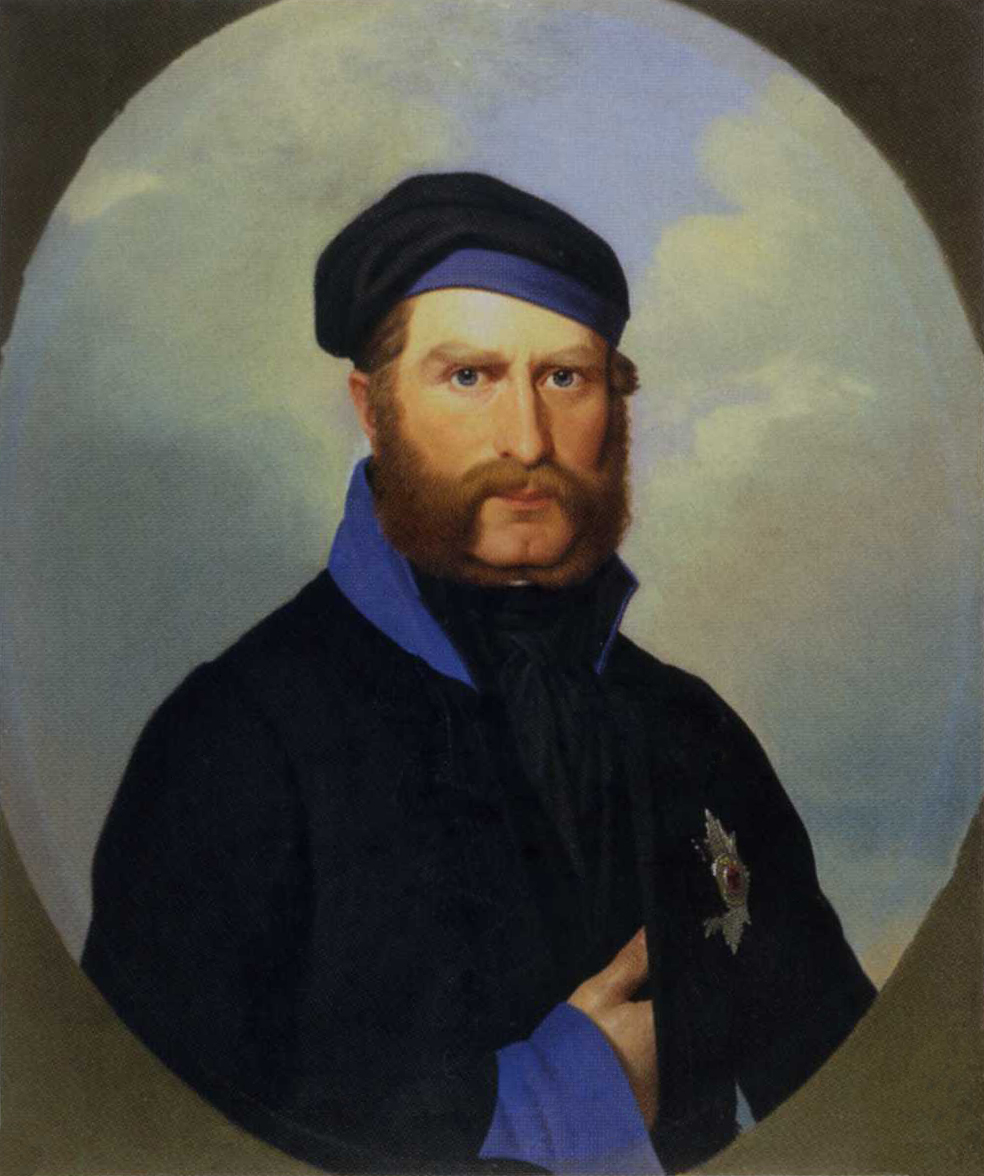
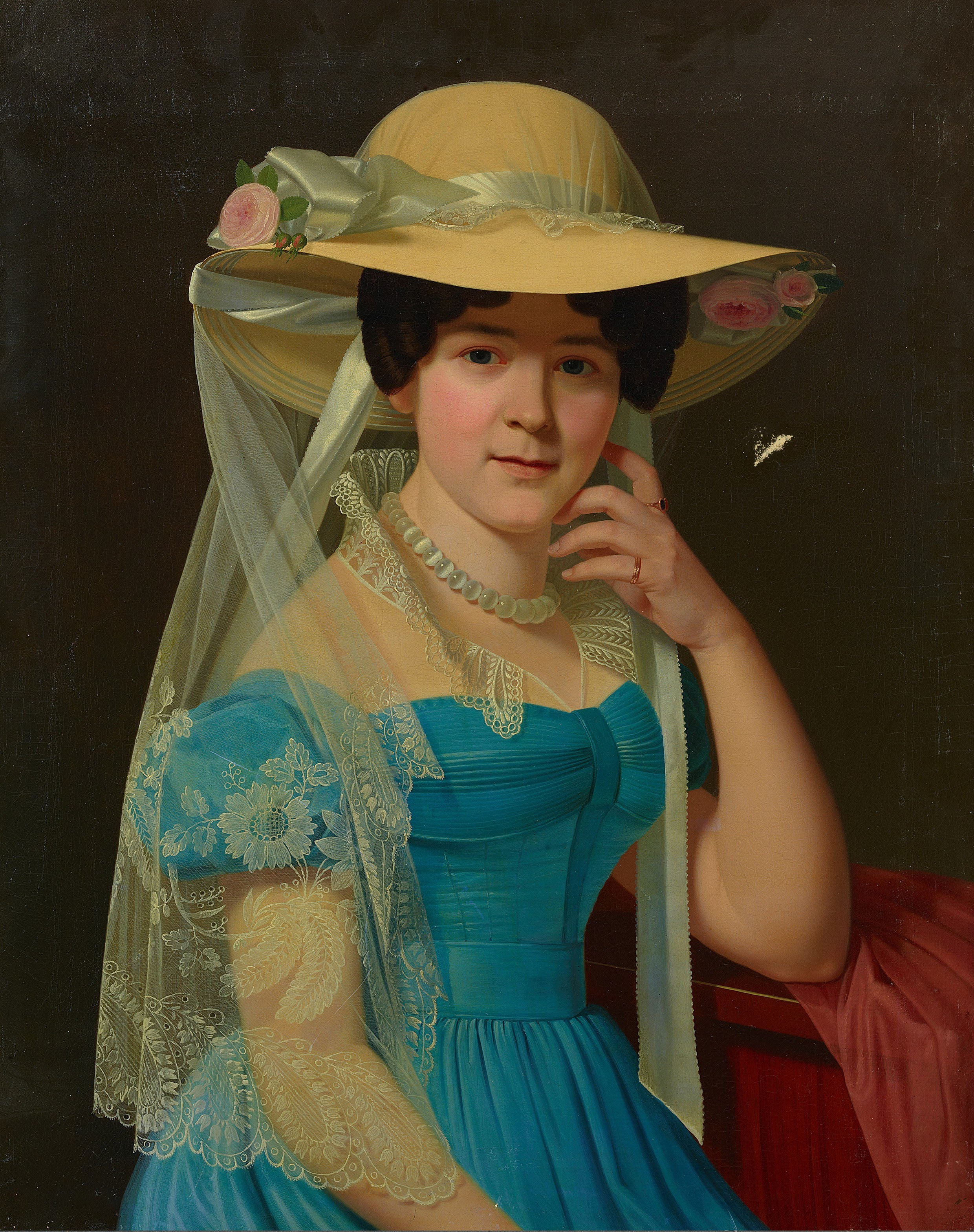
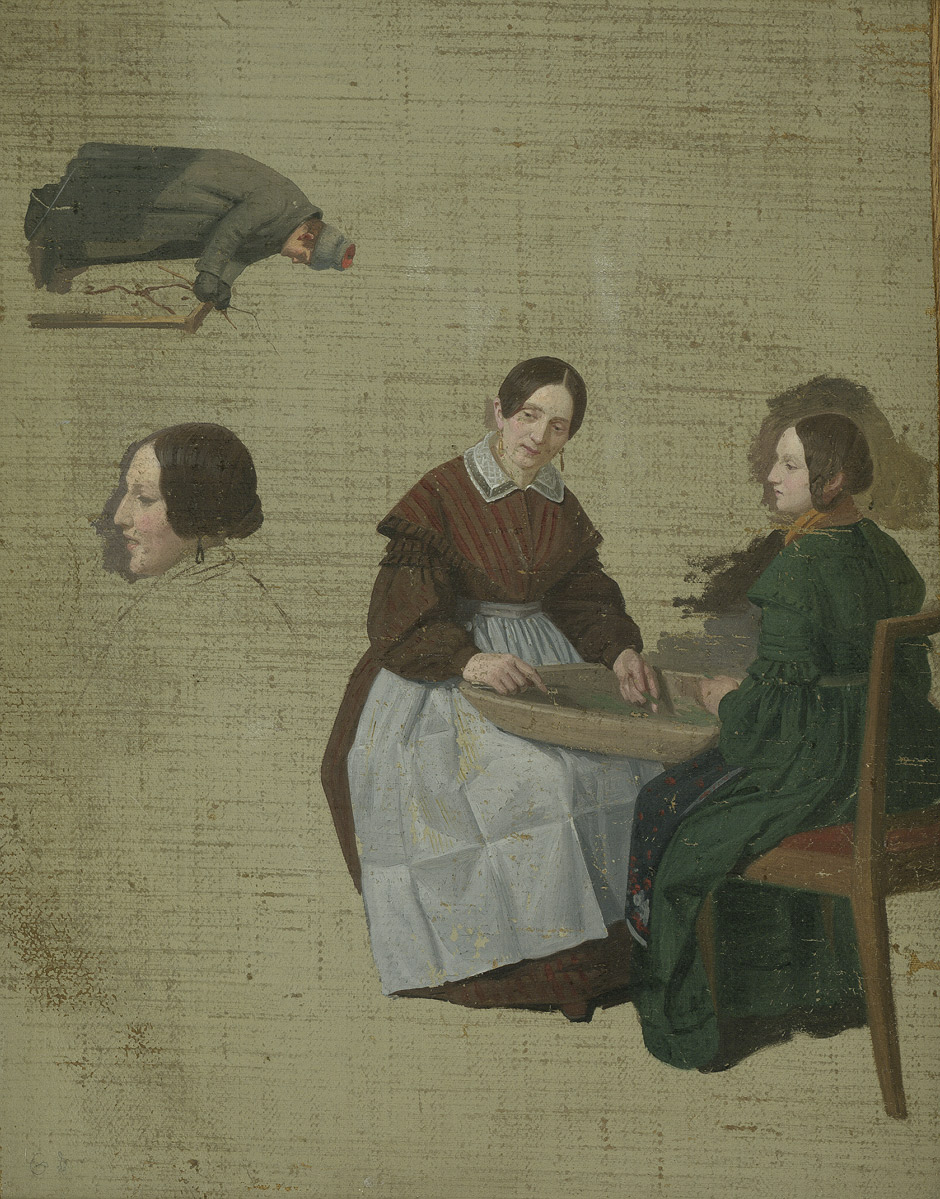
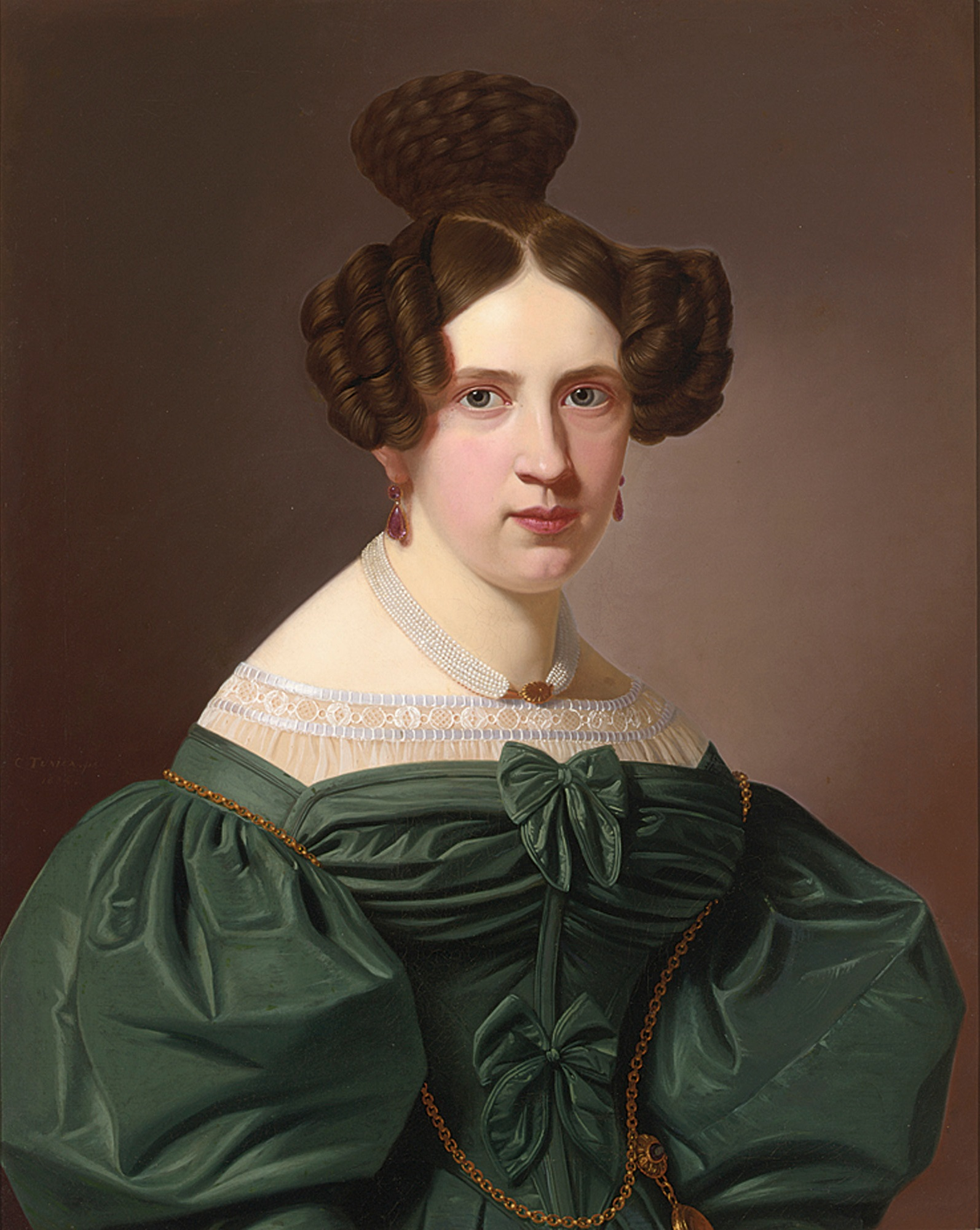